# 路易斯·加拉維托
路易斯·阿爾弗雷多·加拉维托·庫維略斯（Luis Alfredo Garavito Cubillos，1957年1月25日—2023年10月12日），化名野獸（La Bestia）、高飛狗（Tribilín），是一位哥倫比亞強姦犯人和連環殺手，於1999年承認強姦和謀殺了147名年青男孩。

## 早年生涯
加拉维托於1957年1月25日在哥倫比亞金迪奧省亨諾瓦出生。他是家中七個兄弟中最年長的一個，並經常被父親在身體和精神上虐待。他在法庭上更指出自己曾在小時候遭性虐待。

## 犯罪
加拉维托的被害人大多為貧窮孩子、農家孩子與流浪儿，年齡介乎8至16歲。在街道上或鄉村中行凶時，他會慢慢走近他們，給予他們小禮物或小量金額的錢。當這些兒童開始信任他時，他便會帶著他們一起離開。之後，他會把他們綁起，折磨並強姦了他們，最後割了他們的喉嚨。殺死被害人後，他會把屍體棄置。
加拉维托於1999年4月22日被逮捕。當時，他承認自己殺掉了147個兒童。可是，後來調查發現被害人數量至少為172人，共來自59條村。

## 判刑
在172宗謀殺案中，法院只判了加拉维托其中139宗有罪。這139宗謀殺加起來的刑期長達1,853年又9日。因為哥倫比亞法律設定有期徒刑的刑期上限為30年，因此他被判入獄30年。

## 入獄
他於1999年承認強姦和謀殺了147個年輕男孩，但根據他在監獄中繪畫的被害人屍骨地圖，實際被害人數超過300人。他因殺死了數百人，而被當地媒體描述為「世界上最差勁的連環殺手」。
當加拉维托被捕後，他便被控以哥倫比亞的最高刑罰，即入獄30年。可是，當他主動承認自己的罪行並協助警方找出藏屍點後，法庭便將其刑期減低至22年。若他在獄中表現良好，他更有機會被提早釋放。自此，哥倫比亞司法部認為入獄30年刑罰不夠高，故將年期上限提升至60年。

## 公眾反應
當加拉维托的刑期被減至22年時，哥倫比亞國民皆恐懼他的提早釋放，並希望他被判無期徒刑或死刑。但這兩種刑罰在哥倫比亞中皆不適用。
於2006年，當地電視主持人巴莱採訪了加拉維托。在這次採訪中，加拉維托指出自己希望補贖自己的罪過，並有意展開政治生涯以協助受虐待的兒童。巴莱亦指出加拉維托在獄中表現良好，有望於2023年獲釋。然而，加拉维托于2023年10月12日在服刑期间去世。